# Коупленд, Кэтрин
Кэтрин Сара Коупленд (англ. Katherine Sarah Copeland; род. 1 декабря 1990, Ашингтон, Нортамберленд) — британская гребчиха, выступавшая за сборную Великобритании по академической гребле в период 2009—2017 годов. Чемпионка летних Олимпийских игр в Лондоне, обладательница серебряной медали чемпионата мира, чемпионка Европы, победительница и призёрка многих регат национального значения.

## Биография
Кэтрин Коупленд родилась 1 декабря 1990 года в городе Ашингтон графства Нортамберленд, Англия.
Заниматься академической греблей начала в возрасте 14 лет во время учёбы в школе. Состояла в клубе Tees Rowing Club в Стоктон-он-Тис.
Дебютировала в гребле на международной арене в сезоне 2009 года, когда вошла в состав британской национальной сборной и выступила на молодёжном мировом первенстве в Рачице, где заняла четвёртое место в зачёте парных одиночек лёгкого веса. Год спустя на аналогичных соревнованиях в Бресте стала шестой в лёгких парных двойках.
В 2011 году в лёгких одиночках одержала победу на молодёжном чемпионате мира в Амстердаме, тогда как на взрослом мировом первенстве в Бледе была в той же дисциплине пятой. Кроме того, выиграла серебряную медаль на этапе Кубка мира в Мюнхене.
Благодаря череде удачных выступлений удостоилась права защищать честь страны на домашних летних Олимпийских играх 2012 года в Лондоне — вместе с напарницей Софи Хоскинг в решающем финальном заезде парных двоек лёгкого веса обошла всех своих соперниц, в том числе более чем на две секунды опередила ближайших преследовательниц из Китая, и тем самым завоевала золотую олимпийскую медаль. За это выдающееся достижение в следующем году была награждена орденом Британской империи.
В 2014 году побывала на чемпионате Европы в Белграде, откуда привезла награду бронзового достоинства, выигранную в зачёте лёгких парных двоек. Одержала победу на двух этапах Кубка мира, в то время как на чемпионате мира в Амстердаме сумела квалифицироваться лишь в утешительный финал B и расположилась в итоговом протоколе соревнований на седьмой строке.
В 2015 году в парных двойках лёгкого веса выиграла европейское первенство в Познани, была лучшей на этапе Кубка мира в Варезе, тогда как на чемпионате мира в Эгбелете стала серебряной призёркой, уступив на финише только экипажу из Новой Зеландии.
Находясь в числе лидеров гребной команды Великобритании, Коупленд благополучно прошла отбор на Олимпийские игры 2016 года в Рио-де-Жанейро. Однако на сей раз попасть в число призёров не смогла, в паре с Шарлотт Тейлор заняла итоговое 14 место.
После Олимпиады в Рио-де-Жанейро Кэтрин Коупленд ещё в течение некоторого времени оставалась в составе британской национальной сборной и продолжала принимать участие в крупнейших международных регатах. Так, в 2017 году в парных двойках лёгкого веса она выиграла серебряную медаль на этапе Кубка мира в Белграде, получила бронзу на чемпионате Европы в Рачице и показала пятый результат на чемпионате мира в Сарасоте.
В январе 2019 года объявила о завершении спортивной карьеры.